# 東北沢5号
『東北沢5号』（ひがしきたざわごごう）は、松田奈緒子による日本の漫画。
『Cookie』（集英社）において、2010年11月号から2012年3月号まで連載された。単行本は全3巻。

## あらすじ
わがままないとこの上京に付き合わされることになった千帆子。下北沢でいとこと同居し始めるが、相変わらずの傍若無人な振る舞いに耐えられず、部屋を出て行く。途方に暮れた千帆子を助けたのは、ミチという謎の美女だった。

## 登場人物
恩田 千帆子（おんだ ちほこ）
22歳。いとこの真夜のわがままに付き合わされ上京、専門学校に通うことにするが、入学金を振り込んだ後に倒産。マチルダ（輝）に紹介されたアートスクールで絵の基礎を学びながら、バー「トカゲ」の空き部屋を借りることになる。
小山 三千（こやま みち）
通称・ミチ。真夜に振り回されて怒りで道に迷った千帆子を助けたのが縁で知り合う。いくつもバイトを掛け持ちしている。
暮林 真夜（くればやし まよ）
千帆子のいとこ。実家はいくつも会社を経営する資産家であるが、「本家」であることを笠に、分家の恩田家に親子揃って「超」が付くほどのわがままな言動をする。
芸能事務所に入るために、いとこの千帆子を巻き込んで上京する。容貌は人並み以下、体型は太めだが、自分には並外れた才能があると思っている。浪費家。
輝（あきら）
講師助手として勤めるはずだった専門学校が倒産する。自身が金銭的な害を被ったわけではないが集団訴訟を率先し、千帆子には新しい学校を紹介する。千帆子からはメールアドレスに因んで「マチルダ」と呼ばれる。
高志（たかし）
千帆子の彼氏。中学生の頃から付き合っている。遠距離恋愛に次第に淋しさを感じていく。
盾一（じゅんいち）
俳優の卵。千帆子と体の関係を持つ。
マサト
ミチや輝の行きつけのバー「トカゲ」のマスター。千帆子にバーの上階の空き部屋を提供する。

## 書誌情報
- 松田奈緒子 『東北沢5号』 集英社〈りぼんマスコットコミックス・Cookie〉 全3巻
  1. 2011年3月15日発売、ISBN 978-4-08-867114-7
    - 「一週間のミチ」（『Cookie』2010年9月号、16歳のミチの物語）収録

  2. 2011年9月15日発売、ISBN 978-4-08-867143-7
  3. 2012年4月13日発売、ISBN 978-4-08-867199-4